# علی نعمت‌زاده
علی نعمت زاده فرزند محمد شریف متولد سال ۱۳۳۷ در سقز، نماینده دوره های پنجم مردم شهرستان‌های بانه و سقز در مجلس شورای اسلامی. وی در دوره ی پنجم با کسب ( ۶۱۸۷۶ از ۱۳۵۸۱۷ ) ۴۵/۵ درصد به مجلس راه یافت. 
نعمت زاده هنگام نمایندگی در دوره پنجم دارای مدرک کارشناسی ارشد در رشته مدیریت بود. 

## جستارهای ویژه
- فهرست نمایندگان دوره پنجم مجلس شورای اسلامی
- فهرست نمایندگان دوره چهارم مجلس شورای اسلامی